# Коршунов, Александр Станиславович
Александр Станиславович Ко́ршунов — советский и российский журналист, издатель, теле- и радиоведущий. Главный редактор новостной редакции («Новости») ТСН. Доцент филологического факультета Российского университета дружбы народов.

## Биография
- Родился 30 июня 1956 года.
- С 1976 по 1978 годы служил в Пограничных Войсках на Финской границе
- В 1981 году окончил Институт стран Азии и Африки (ИСАА) при МГУ им. М. В. Ломоносова.
- С 1980 по 1990 г. — редактор отдела международной информации Главной редакции информации.
- С 1990 года вёл первую прямоэфирную радиопрограмму «Панорама „Маяка“».
- 9 декабря 1990 года назначен первым ведущим новостей радио ВГТРК.
- С 1991 года на ТВ — главный редактор творческо-производственного телерадиообъединения «Радар» и ведущий программы «Служу Отечеству».
- В сентябре 1991 года вернулся на радиостанцию «Маяк» в качестве заместителя директора студии информационных программ «Маяк».
- С 1994 года возглавлял компанию «Эмпайр-Видео» (производство фильмов, рекламы, оказание PR-услуг).
- С 1997 года — обозреватель редакции «Новости» ТСН.
- В 1998-99 гг. — главный редактор редакции «Новости» ТСН.
- Позднее возглавил агентство ВСФ-Медиа[2].
- 2004—2005 — руководитель программы «Тайны разведки» НТВ, продюсер программы «Военное дело» НТВ
- 2013—2014 — в соавторстве с Максимом Моргуновым сделал цикл документальных фильмов «Восход Победы».
- 2014—2016 Радио «Маяк» «Сергей Стиллавин и его друзья», «Кафедра»